# Taalrevitalisatie
Taalrevitalisatie of taalreanimatie is een term die gebruikt wordt voor een projecten waarbij getracht wordt om een bedreigde taal te behoeden voor uitsterven, of een reeds dode taal weer nieuw leven in te blazen.

## Achtergrond
Over de hele wereld zijn verschillende voorbeelden te vinden van pogingen tot taalrevitalisatie, maar de schaal waarop deze plaatsvinden en de doelen die men met het project voor ogen heeft zijn per geval verschillend. In de praktijk wordt taalrevitalisatie echter vooral gebruikt binnen de context van de problematiek rond bedreigde talen en het toenemende voorkomen van taaldood in recente eeuwen, waaraan binnen de taalkundige wetenschappelijke wereld en daarbuiten pas sinds de jaren 1970 op ruime schaal aandacht wordt besteed. Binnen deze tendens is taalrevitalisatie met name sinds de publicatie van het boek Reversing Language Shift: Theoretical and empirical foundations of assistance to threatened languages van Joshua Fishman in 1991 een populair onderwerp binnen de linguïstiek. Over het algemeen wordt aangenomen dat taalrevitalisatie tot doel heeft om een taal te herstellen tot een staat waarin ze door een redelijk aantal mensen met een redelijke vloeiendheid gesproken wordt, en ook actief doorgegeven wordt aan toekomstige generaties.
Omdat talen met een bedreigde status niet meer beschikken over een levendige basis aan sprekers, in bepaalde contexten niet meer in gebruik zijn of sterk beïnvloed zijn door andere talen, is een goede documentatie van een taal essentieel om tot revitalisatie over te gaan. Dit kan resulteren in verregaand taalpurisme om een taal terug te brengen tot een gepercipieerde authentieke staat of het gebruik van een taal te kunnen uitbreiden naar contexten waarin ze voorheen niet gebruikelijk was. Het wordt echter als zeer moeilijk beschouwd om een taal te revitaliseren zonder dat bij nieuwe sprekers bepaalde veranderingen optreden in de structuur van de taal.
Hoewel een losstaand geval ten opzichte van de voorgenoemde laat-20e-eeuwse tendens, wordt de revitalisatie van het Hebreews vanaf het einde van de 19e eeuw vaak genoemd als een succesvol voorbeeld van een geslaagde taalrevitalisatie, en tevens vrijwel het enige succesvolle voorbeeld van de totale revitalisatie van een taal die als een dode taal kon worden beschouwd op het moment dat het revitalisatieproject plaatsvond. Middels verschillende taalplanningsinitiatieven binnen de zionistische beweging werd de taal tegen 1915 succesvol gerevitaliseerd tot een taal die gebruikt wordt voor dagelijkse communicatie en als moedertaal doorgegeven wordt aan kinderen, hoewel ook modern Hebreeuws op een aantal punten afwijkt van klassiek Hebreeuws.
Hoewel bovenstaande modellen voornamelijk gericht zijn op het revitaliseren van gesproken taal, hebben er historisch ook taalrevitalisaties plaatsgevonden die zich voornamelijk beperkten tot geschreven taal. De herwaardering van de klassiek Latijnse en Oudgriekse taal een cultuur tijdens de renaissance zou men hierdoor ook als een vorm van taalrevitalisatie kunnen beschouwen.

## Motivaties
In de praktijk gaat de revitalisatie van een taal ook hand in hand met een algemene herwaardering van de cultuur, etniciteit of gemeenschap waarmee die taal verbonden is.  Zo is ook de persoonlijke motivatie om tot de revitalisatie van een taal over te gaan in veel gevallen terug te brengen tot een wens voor het definiëren en claimen van een individuele of gemeenschappelijke identiteit. Concreet worden meestal de volgende motivaties genoemd:
- In veel gevallen vormen taalrevitalisatiepogingen een stap in een poging tot de algehele revitalisatie van een bepaalde cultuur of cultureel erfgoed.[12] Er valt echter een onderscheid te maken tussen dit en gevallen waarin culturele revitalisatie gebruikt wordt om de revitalisatie van en taal te faciliteren,[13] hoewel de revitalisatie van een bepaalde cultuur niet garant staat voor de revitalisatie van de taal ervan.[14]
- Bij culturen die onderhevig zijn geweest aan enige vorm van onderdrukking door een dominante cultuur, kan de revitalisatie van de eigen taal deel uitmaken van een proces van dekolonisatie of het claimen van bepaald zelfbeschikkingsrecht.[15]
- Het inzetten op actief engagement in de revitalisatie van een taal kan ook gebruikt worden als een instrument voor het opbouwen van een sociale gemeenschap door de creatie van een gemeenschappelijk doel.[16]

De verbondenheid van taal en cultuur die als motivatie voor taalrevitalisatie vaak wordt aangehaald, kan beschouwd worden als een concrete toepassing van de hypothese van linguïstische relativiteit of Sapir-Whorfhypothese, dewelke beargumenteert dat het geloof, begrip, perceptie, waarden en wereldbeeld van een persoon afhankelijk zijn van de gesproken taal.

## Praktijk

### Methodes
Afhankelijk van het precieze doel zijn ook de methodes waarop taalrevitalisatieprojecten doorheen de wereld zijn ondernomen verschillend:
- Bepaalde taalrevitalisatieprojecten beogen een taal nieuw leven in te blazen door middel van totale immersie, dan wel het creëren van een omgeving waarin een taal constant gebruikt wordt.[18] Deze methode wordt door veel linguïsten en pedagogen beschouwd als de meest effectieve, maar geniet zelden de volledige steun van een bepaalde gemeenschap.[18] Een voorbeeld voor effectief gebruik van deze methode zijn de modellen die gebruikt zijn bij de revitalisatie van het Maori in de jaren 1970.[19]
- Verreweg de meeste taalrevitalisatiepogingen hanteren ‘’gedeeltelijke’’ immersie, waarbij gewerkt wordt vanuit tweetaligheid en de gerevitaliseerde taal aan nieuwe gebruikers veelal op dezelfde manier wordt aangeleerd als een tweede taal.[20]
- Talen die niet beschikken over een levendige basis aan sprekers (een taal die zich in deze staat bevindt wordt post-vernaculair genoemd[21]), kunnen meestal niet anders gerevitaliseerd worden dan door ze aan nieuwe gebruikers aan te leren als een vreemde taal.[22]
- Naast bovenstaande methodes die vooral focussen op het revitaliseren van talen binnen een geïnstitutionaliseerde schoolse context, vinden veel taalrevitalisatiepogingen plaats in de informele sfeer van een bepaalde gemeenschap.[23]

### Voorwaarden
De revitalisatie van een taal is een langlopend proces dat aan verschillende voorwaarden gebonden is om tot uitvoering te komen of kans tot slagen te hebben. Veel van deze voorwaarden zijn sterk verbonden met de omstandigheden waarin talen het risico lopen op bedreiging: 
- Taalrevitalisatie kan plaatsvinden door het voeren van een bewuste taalpolitiek of taalplanning die een invloed kan hebben op het taalgebruik binnen verschillende sociale domeinen en daardoor een directe impact kan hebben op de levensvatbaarheid van een taal.[24]
- Bij revitalisatiepogingen van minderheidstalen binnen een bepaalde regio wordt het essentieel geacht dat binnen die regio een  positieve attitude heerst ten opzichte van het voortbestaan van deze minderheidstalen naast de meerderheidstalen, en dat er dus een positieve attitude is ten opzichte van meertaligheid,[25] zowel op nationaal als op lokaal niveau.[26] Simplistisch kan gesteld worden dat een dergelijke positieve attitude hiertegenover doorgaans groter is in regio’s waar van nature een grote taaldiversiteit heerst.[27]
- In verband met het voeren van taalpolitiek en het creëren van een positieve attitudes voor een taalrevitalisatieproject, heeft ook de invulling van het taalonderwijs een grote relevantie.[28]
- Om het uitvoeren van een taalrevitalisatiepoging mogelijk te maken, speelt in veel gevallen ook mee in welke mate de regio waar een bepaalde taal gesproken over politieke autonomie beschikt.[29] In verband hiermee kan de mogelijkheid tot taalrevitalisatie ook bepaald worden door de mate waarin een taalrevitalisatieproject steun geniet van een overheid.[30]
- De revitalisatie van een bepaalde taal is alleen mogelijk indien die taal over voldoende sprekers beschikt en mensen die de revitalisatiepoging ondersteunen.[31]
- Daar religie wereldwijd als één van de belangrijkste factoren geldt voor de verspreiding van en keuze voor bepaalde talen, kunnen religies ook gebruikt worden als vehikel voor taalrevitalisatiepogingen. Omgekeerd kan de ondersteuning van een bepaalde taal ook worden gebruikt als vehikel voor de verspreiding van religie.[32]
- De mogelijkheden tot taalrevitalisatie zijn ook gebonden aan de geletterdheid en de beschikbaarheid van financiële middelen binnen een bepaalde gemeenschap.[33]